# Heinrich Lautensack
Œuvres principales
Die Pfarrhauskomödie (1911)
Heinrich Lautensack (15 juillet 1887, Vilshofen an der Donau - 10 janvier 1919, Eberswalde) est un écrivain allemand, représentant de l’expressionnisme littéraire allemand.

## Biographie
Heinrich Lautensack grandit dans un milieu catholique petit-bourgeois de Basse-Bavière. Ses études à Munich le mènent vers la bohème de Schwabing. Il est membre du cabaret politique Die elf Scharfrichter, dans lequel il tient un rôle d'assistant.
En 1907, il est à Berlin où, en 1912, il édite, avec d'autres, la revue Bücherei Maiandros. Ses modèles en littérature sont Wedekind et Dehmel.
La vie de Lautensack bascule le 12 mars 1918 dans le cimetière Waldfriedhof à Munich. Ce jour-là, Lautensack est venu avec un cadreur pour filmer la cérémonie d'enterrement de Wedekind, celui qu'il considérait comme son maître. Il s'écroule devant la tombe, hurlant sa douleur : la folie de l'écrivain vient d'éclater. Erich Mühsam, présent, écrira que « c'est la scène la plus bouleversante qu'il ait jamais vécue ».

## Œuvre
Comme chez Wedekind, l'œuvre de Lautensack est parcourue par le thème de la sexualité, qui doit s'émanciper des conventions de la société. Pourtant, il ne met pas cette recherche de la liberté sexuelle en opposition avec le catholicisme. Les personnages de Lautensack sont typiquement bavarois, des paysans catholiques. Si ses pièces sont publiées, souvent de manière confidentielle, la censure interdit de les monter.

## Ouvrages
- 1911 : Die Pfarrhauskomödie, théatre
- 1916 : Das Gelübde, théatre, Kurt Wolff Verlag
- 1920 : Altbayerische Bilderbogen, nouvelles

## Sources
- (de) Manfred Brauneck (éditeur), 1995, Autorenlexikon deutschsprachiger Literatur des 20. Jahrhunderts, Reineck bei Hamburg, Rowohlt.
- (de) Hans J. Schütz, « Ein deutscher Dichter bin ich einst gewesen ». Vergessene und verkannte Autoren des 20. Jarhunderts, Munich, Verlag C. H. Beck, 1988.